# Grandai
Grandai este o arie protejată (sit de importanță comunitară — SCI) din Lituania întinsă pe o suprafață de 185,5 ha, integral pe uscat.

## Localizare
Centrul sitului Grandai este situat la coordonatele 54°23′09″N 23°06′58″E / 54.3858°N 23.1161°E.

## Înființare
Situl Grandai a fost declarat sit de importanță comunitară în martie 2009 pentru a proteja 1 specie de plante.

## Biodiversitate
Situată în ecoregiunea boreală, aria protejată conține 5 habitate naturale: Ape puternic oligomezotrofe cu vegetație bentonică cu Chara spp., Lacuri eutrofice naturale cu vegetație de tip Magnopotamion sau Hydrocharition, Pajiști aluvionare boreale nordice, Mlaștini calcaroase cu Cladium mariscus și specii de Caricion davallianae, Păduri caducifoliate de mlaștină fino-scandinave.
La baza desemnării sitului se află o specie protejată de  plante: o specie rară de mușchi (Drepanocladus vernicosus).
Pe lângă speciile protejate, pe teritoriul sitului au mai fost identificate 6 specii de plante.